# Савина, Валентина Михайловна
Са́вина Валенти́на Миха́йловна (20 февраля 1952, Молдавская ССР, СССР) — заслуженный работник культуры Российской Федерации (1997), заслуженный деятель искусств Республики Саха (Якутия), кандидат педагогических наук (МГУКИ 2001 г.), директор ГУЦЭИ (1995—2020 г.).

## Биография
Родилась в семье учителей. После окончания института преподавала в музыкальной школе. С 1980 года работала во Всесоюзном методическом кабинете по учебным заведениям Министерства культуры СССР (Москва). Отвечала за повышение квалификации преподавателей всех специальностей системы Министерства культуры и за разработку учебно-методической документации для обеспечения учебного процесса.
В 1995—2020 — директор Государственного училища циркового и эстрадного искусства им. М. Н. Румянцева (Карандаша).

## Награды и звания
- Орден Дружбы (21 августа 2018 года) — за большой вклад в развитие отечественной культуры, искусства, средств массовой информации и многолетнюю плодотворную деятельность[3]
- Заслуженный работник культуры Российской Федерации (29 июля 1997 года) — за заслуги в области культуры и многолетнюю плодотворную работу[4]
- Заслуженный деятель искусств Республики Саха (Якутия)
- Почётный диплом Московской городской думы (14 декабря 2001 года) — за значительный трудовой, творческий вклад в инициацию и осуществление городских программ развития культуры и образования[5]